# Horas de Étienne Chevalier

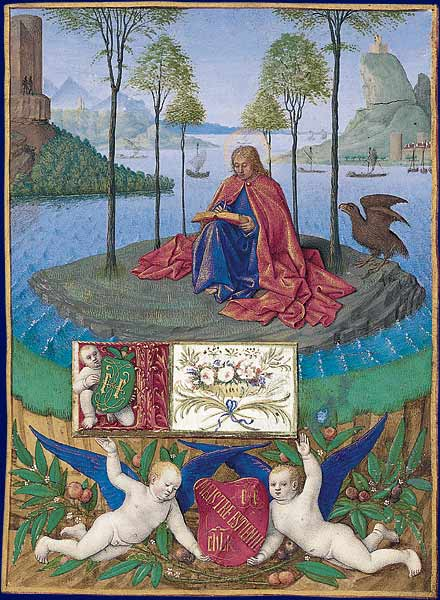
San Juan de Patmos: probablemente la primera de las miniaturas de Las Horas que se conservan.

Las Horas de Étienne Chevalier es un libro de horas iluminado encargado por Étienne Chevalier, tesorero del rey Carlos VII de Francia, al pintor e iluminador de miniaturas Jean Fouquet .
Sólo se conservan 48 de sus hojas con 47 miniaturas, dispersas en siete colecciones de Europa y Estados Unidos, de las cuales 40 iluminaciones se conservan en el Musée Condé del Château de Chantilly en Francia.

## Historia
Probablemente fue encargado por Chevalier para su uso personal hacia 1452, justo después de ser nombrado tesorero de Francia por Carlos VII de Francia y justo después de la muerte de su esposa, que no aparece en ninguna de las iluminaciones con él. No cabe duda de que fue él quien encargó la obra, ya que su retrato aparece con frecuencia en ella, al igual que su nombre completo "Maistre Estienne Chevalier" (sobre todo en el borde de la imagen de La Presentación de la Virgen) y su cifra "EE" en varias de las miniaturas. François Avril y Nicole Reynaud afirman que, durante la mayor parte de la década de 1450, Fouquet dedicó casi todo su tiempo a esta obra y a otro encargo de Chevalier, el Díptico de Melun.
El manuscrito fue propiedad de los descendientes de Chevalier hasta el siglo XVII y de su último descendiente directo, Nicolas Chevalier (1562-1630).  El estudioso François Roger de Gaignières indica que apareció intacto a finales del siglo XVII, por lo que probablemente fue dividido a lo largo del siglo XVIII, recortándose cada miniatura para convertirlas en obras de arte separadas y oscureciéndose sus partes textuales. 
De las miniaturas mejor conservadas, 40 fueron montadas en paneles de madera por un enmarcador parisino a finales del siglo XVIII. Durante la Revolución Francesa, estas 40 miniaturas fueron compradas por un marchante de arte de Basilea que las vendió en 1809 al banquero alemán Georges Brentano. En 1891, su hijo Louis las vendió al príncipe Enrique, duque de Aumale, por 250.000 francos. El príncipe Enrique las expuso entonces en el santuario de su castillo de Chantilly, donde aún pueden contemplarse. 
Una miniatura de David en oración está registrada en 1831 en la colección del poeta inglés Samuel Rogers, cerca de otras 40 miniaturas, que pasaron al Museo Británico en 1886. En 1881, otra miniatura (de Santa Ana y las tres Marías) fue adquirida por la Biblioteca Nacional de Francia. En 1889, el conde Paul Durrieu, conservador de pinturas del museo del Louvre, supervisó la compra de una miniatura de San Martín, y en la colección de dibujos del Louvre descubrió otra, de Santa Margarita, que había sido presentada al Louvre en 1856. En 1922 descubrió otra más en las colecciones de Upton House, Warwickshire (National Trust), que mostraba a San Miguel luchando contra el Dragón. En 1946, otras dos hojas reaparecieron en una venta en Sotheby's. Estas mostraban La mano de Dios protegiendo a los fieles y Un milagro de San Vrain. La primera fue adquirida por el banquero Robert Lehman, que la donó al Metropolitan Museum of Art de Nueva York en 1975, mientras que la segunda fue comprada por Georges Wildenstein, cuyo hijo la donó al museo Marmottan-Monet en 1971 junto con una colección de otras miniaturas recortadas de manuscritos, que se expone allí desde 1981. Ese mismo año se redescubrió en una colección privada una doble página o bifolio del texto del manuscrito.

## Composición

### Organización
Durante mucho tiempo, la composición del libro sólo se conocía por las 40 iluminaciones del museo Condé, que sólo ofrecían una sucesión de escenas de la vida de Cristo seguidas de episodios de la vida de santos o de la Leyenda Dorada. Sin embargo, como en cualquier libro de horas, en su origen figuraban los tres oficios de la Liturgia de las Horas: el Oficio de la Virgen, el Oficio de la Pasión y el Oficio del Espíritu Santo.
Además, la composición del libro era novedosa y compleja, ya que cada uno de los tres oficios estaba entrelazado con algunos de los otros dos, lo que dificultaba la determinación del orden de las iluminaciones. También se puede determinar la ausencia de un cierto número de ilustraciones posteriores al establecimiento de este orden. El manuscrito original incluía probablemente una ilustración de San Lucas, de la oración Obsecro te, de prima y de sexta del Oficio del Espíritu Santo, de sexta en el Oficio de la Pasión, junto con varias súplicas u oraciones a santos como Lorenzo, Cristóbal o Sebastián.

### Folios sobrevivientes
Según el orden establecido por Nicole Reynaud (2006), los folios conservados son los siguientes (la colección es la del musée Condé de Chantilly, a menos que se indique lo contrario):
- San Juan en Patmos (Evangelio de Juan)
- Adoración de los Magos (Evangelio de Mateo)
- Ascensión (Evangelio de Marcos)
- Étienne Chevalier rezando ante la Virgen (Oficio de la Virgen, maitines)
- Visitación (Oficio de la Virgen, Laudes)
- Prendimiento de Cristo (Oficio de la Cruz, maitines)
- Anunciación (Oficio del Espíritu Santo, maitines)
- Natividad (Oficio de la Virgen, prima)
- Jesús ante Pilato (Oficio de la Cruz, principal)
- Anuncio de la Muerte de la Virgen (Oficio de la Virgen, tercia)
- Cristo cargando la cruz (Oficio de la Cruz, tercia)
- Pentecostés (Oficio del Espíritu Santo, tercia)
- Dormición (Oficio de la Virgen, sexta)
- Funeral de la Virgen (Oficio de la Virgen, nones)
- Crucifixión (Oficio de la Cruz, nones)
- Fuente de los apóstoles (Oficio del Espíritu Santo, ninguno)
- Asunción (Oficio de la Virgen, vísperas)
- Descendimiento de la cruz (Oficio de la Cruz, vísperas)
- Mano derecha de Dios expulsando demonios (Oficio del Espíritu Santo, vêpre), pergamino, 19,4 x 14,6 cm, Museo Metropolitano de Arte, Colección Lehman
- Coronación de la Virgen (Oficio de la Virgen, completas)
- Unción de Cristo (Oficio de la Cruz, completas)
- El Espíritu Santo ilumina a los fieles (Oficio del Espíritu Santo, completas)
- Matrimonio de la Virgen (Oficio de la Virgen para el Adviento)
- David en oración (Salmos), 19,7 x 15,2 cm, Biblioteca Británica
- Escenas funerarias (oficios de difuntos, vísperas)
- Job y sus amigos (Oficio de los muertos, vigiles)
- Piedad (Himnos del Stabat Mater )
- San Bernardo (poema de San Bernardo)
- San Miguel luchando contra el dragón (sufragio), 20,3 x 14,2 cm, (de los cuales la miniatura 15,7 x 12 cm), Upton House, Colección Bearsted, National Trust
- Nacimiento de Juan Bautista (sufragio)
- San Juan Evangelista y las Bodas de Caná (sufragio)
- Martirio de San Pedro (sufragio)
- Conversión de san Pablo (sufragio)
- Martirio de San Andrés (sufragio)
- Martirio de Santiago (sufragio)
- Martirio de San Esteban (sufragio)
- Caridad de San Martín (sufragio), 20,9 x 14,3 centímetros (16,1 x 11,7 cm), museo del Louvre, departamento de artes gráficas
- San Nicolás consagrado (sufragio)
- San Hilario en el concilio del Papa León I (sufragio)
- Milagro de san Vrain (sufragio), 22 x 14 cm, museo Marmottan-Monet, regalo de Daniel Wildenstein
- Santa María Magdalena ungiendo los pies de Cristo (sufragio)
- Martirio de santa Catalina (sufragio)
- Santa Margarita y Olibrio (sufragio), 8,9 x 11,7 cm, museo del Louvre, departamento de artes gráficas
- Santa Ana y las tres Marías, 16,3 x 12,7 cm (no miniatura 15,9 x 12,4 cm), Biblioteca Nacional de Francia
- Martirio de santa Appolina (sufragio)
- Todos los santos, la Virgen y la Trinidad (sufragio)
- Doble página de texto (salmos 129 y 142, y letanías), foliado, 20,1 x 14,8 cm, colección de Roger y Alix De Kesel Deurle (Bélgica)